# Cervicrambus eximiellus
Cervicrambus eximiellus är en fjärilsart som beskrevs av Johann Leopold Theodor Friedrich Zincken 1821. Cervicrambus eximiellus ingår i släktet Cervicrambus och familjen Crambidae. Inga underarter finns listade i Catalogue of Life.